# Kazimierz Gurda

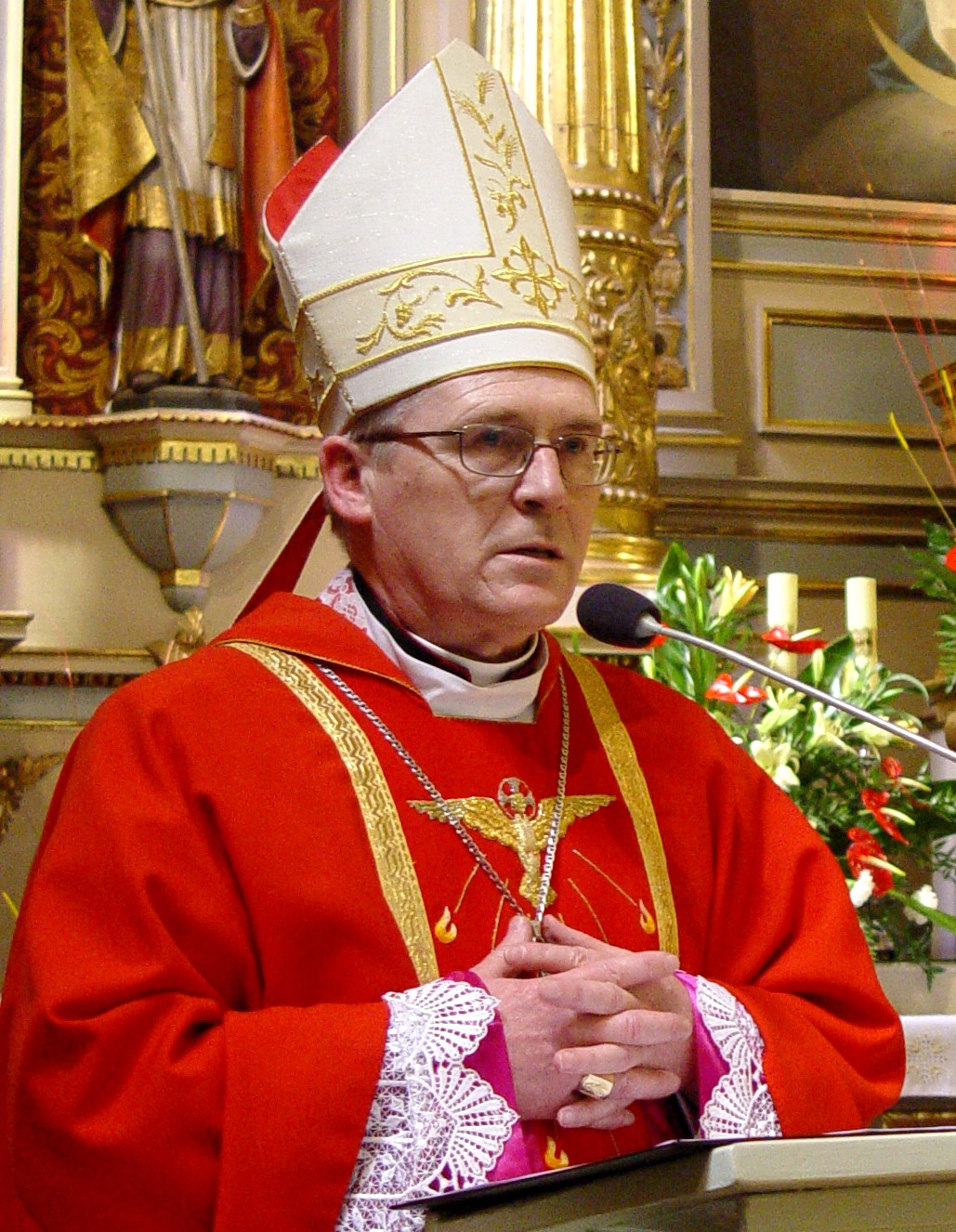
Bischof Kazimierz Gurda

Wappen von Weihbischof Kazimierz Gurda

Kazimierz Gurda (* 20. August 1953 in Książnice Wielkie, Polen) ist ein römisch-katholischer Geistlicher und Bischof von Siedlce.

## Leben
Kazimierz Gurda studierte Katholische Theologie und Philosophie am Priesterseminar in Kielce. Er empfing am 11. Juni 1978 durch den Bischof von Kielce, Jan Jaroszewicz, das Sakrament der Priesterweihe.
Gurda wurde Vikar in Pińczów und Bieliny. Anschließend setzte er seine Studien an der Päpstlichen Lateranuniversität in Rom fort. Dort erwarb Kazimierz Gurda 1985 ein Lizenziat im Fach Patrologie. 1988 wurde er zum Doktor der Theologie promoviert. Gurda wurde 1989 Spiritual des Priesterseminars in Kielce. 1996 wurde er Pfarrer der Pfarrei St. Joseph in Zagnańsk. Von 1996 bis 2004 war Kazimierz Gurda Regens des Priesterseminars in Kielce.
Am 18. Dezember 2004 ernannte ihn Papst Johannes Paul II. zum Titularbischof von Chusira und bestellte ihn zum Weihbischof in Kielce. Der Bischof von Kielce, Kazimierz Ryczan, spendete ihm am 5. Februar 2005 in der Kathedrale Mariä Himmelfahrt in Kielce die Bischofsweihe; Mitkonsekratoren waren der emeritierte Bischof von Radom, Edward Materski, und der Weihbischof in Kielce, Marian Florczyk.
Am 16. April 2014 ernannte ihn Papst Franziskus zum Bischof von Siedlce.